# Agrupación Independiente Condado de Treviño

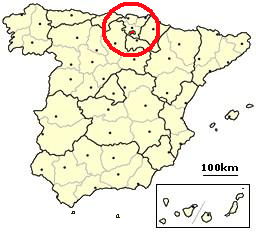
Situación geográfica de Treviño.

La Agrupación Independiente Condado de Treviño (AICT) es una agrupación electoral que actúa en el enclave burgalés de Treviño, concretamente en el ayuntamiento del Condado de Treviño.

## Historia e ideología del partido
La AEICT tiene como uno de sus objetivos principales que la provincia de Álava se anexione Treviño. Sus argumentos a favor de esta anexión son, por un lado, la voluntad de parte de la población de Treviño, y por otro, los problemas que a veces sufre Treviño en el ámbito de los servicios públicos por el hecho de ser parte de la provincia de Burgos.

## Elecciones municipales
Mientras que en las elecciones de 1999 y 2003 la AEICT se hizo con el gobierno municipal, en las elecciones de 2007, obtuvieron solo 3 de los 9 concejales.
En las elecciones de 2011 la AEICT obtuvo 2 de los 9 concejales que componen la corporación municipal. Tras un periodo de gobierno municipal del PP en minoría, el 14 de diciembre de 2012, gracias a una moción de censura, el representante de AEICT, Ignacio Portilla, obtuvo la alcaldía con el apoyo de Bildu y Ciudadanos del Condado.
En las elecciones de 2015, la agrupación mantuvo el mismo número de concejales e incrementó el número de votos, con el handicap de la presencia de un nuevo grupo independiente denominado Condado para todos.

### Resultados electorales
| Año elección | Ayuntamiento del Condado de Treviño | Ayuntamiento del Condado de Treviño | Ayuntamiento del Condado de Treviño | Ayuntamiento del Condado de Treviño | Ayuntamiento del Condado de Treviño |
| Año elección | Votos                               | %                                   | Posición                            | Concejales                          | +/–                                 |
| ------------ | ----------------------------------- | ----------------------------------- | ----------------------------------- | ----------------------------------- | ----------------------------------- |
| 1991         | 243                                 | 40,1                                | 2º                                  | 4/9                                 | Nuevo                               |
| 1995         | 239                                 | 39,4                                | 2º                                  | 3/7                                 | 1                                   |
| 1999         | 311                                 | 48,9                                | 1º                                  | 4/7                                 | 1                                   |
| 2003         | 357                                 | 50,8                                | 1º                                  | 5/9                                 | 1                                   |
| 2007         | 224                                 | 32,7                                | 2º                                  | 3/9                                 | 2                                   |
| 2011         | 120                                 | 17,4                                | 3º                                  | 2/9                                 | 1                                   |
| 2015         | 144                                 | 21,3                                | 2º                                  | 2/9                                 | Sin cambios                         |
| 2019         | 124                                 | 18,82                               | 2º                                  | 2/9                                 | Sin cambios                         |
| 2023         | 119                                 | 17,02                               | 2º                                  | 2/9                                 | Sin cambios                         |